# 諾曼去你的洛克威爾

## Chemtrails over the Country Club
《諾曼去你的洛克威爾》（英語：Norman Fucking Rockwell）是美國歌手拉娜·德芮發行於2019年8月30日的第6張錄音室專輯。專輯的前2支單曲，《水手公寓大廈》和《威尼斯婊子》，同時於前年9月發行， 並在2019年發行單曲《對我這樣的女人來說，懷抱希望是個危險的念頭–但我仍懷抱著》和《服刑時光》。專輯名稱在前年9月Beats 1電台的贊恩·洛的採訪中宣布。專輯在扎克·道斯、安德魯·瓦特和德芮長期的合作者瑞克·諾威爾斯的協助下，主要由德芮和杰克·安东诺夫共同製作。音樂性上，《諾曼去你的洛克威爾》有著迷幻搖滾、神遊舞曲、沙漠搖滾和經典搖滾的風格。

## 背景與發行
德芮自2017年的作品《慾望人生》發行後首次提到新的專輯是在2018年1月，第60屆葛萊美獎上Pitchfork的採訪中。她說：「我已經製作了一些歌曲。我現在有1首尚未收錄進專輯的，叫做《調酒師》的怪歌。」
2018年9月德芮在贊恩·洛在Beats 1電台的節目《World Record》首次播放《威尼斯婊子》的同時宣布專輯的名稱。 在採訪中，德芮透露專輯已經接近完成，而她為了專輯已經錄製了11首歌曲。
2018年間，德芮透過社群媒體分享了數首歌曲的片段，其中包含《喜悅是隻蝴蝶》、 《如何消失無蹤》、 和《肉桂女孩》。 她在10月9日於布魯克林音樂學院首次演唱完整版的《如何消失無蹤》。
2019年6月在愛爾蘭的演唱會中,德芮宣布專輯將會於8月發行。
德芮於2019年7月31日宣布專輯封面、發行日期和曲目列表。 專輯封面中，德芮與演員傑克·尼克遜的孫子—杜克·尼克遜站在帆船上擺姿勢，並配上了以西洋漫畫風寫上的專輯名稱及德芮藝名的3個首字母。 封面的圖像由德芮的妹妹，攝影師查克·格蘭特拍攝。 之後，德芮釋出了專輯預告片。
2019年8月2日，美國零售公司Urban Outfitter釋出了配有額外版本封面的獨家黑膠唱片。 額外版本封面同樣由查克·格蘭特拍攝。

## 宣傳

### 單曲
首支單曲《水手公寓大廈》於2018年9月12日發行。 隔週，9月18日，德芮發行了第2首單曲《威尼斯婊子》並透露了專輯名稱。 《對我這樣的女人來說，懷抱希望是個危險的念頭–但我仍懷抱著》作為第3張單曲發行於2019年1月9日。 德芮於2019年5月17日為了超優樂團的紀錄片發行了樂團歌曲《服刑時光》的翻唱版， 它同時也是專輯的第4張單曲。同年8月22日，單曲《去他的，我愛你》和《最偉大》與一部雙重的音樂錄影帶同時發行。錄影帶長達9分鐘，其中包含了專輯預告片的內容。

### 巡演
2019年8月1日，德芮宣布了宣傳《諾曼去你的洛克威爾》的巡演的2個行程，第一個行程將會2019年秋天駐足在北美洲， 並在2020年時移至歐洲。

### 專輯預告片
專輯的預告片於2019年8月1日釋出，在片中播放的歌曲包括—《服刑時光》、《水手公寓大廈》、《威尼斯女孩》和專輯同名歌曲。

## 樂評要點
| 綜合得分        | 綜合得分 |
| 來源            | 評分     |
| --------------- | -------- |
| AnyDecentMusic? | 8.0/10   |
| Metacritic      | 86/100   |
| 評論得分        |          |
| 來源            | 評分     |
| AllMusic        | [ 12 ]   |
| 音樂碰撞        | [ 36 ]   |
| 娛樂週刊        | B        |
| 衛報            | [ 38 ]   |
| 獨立報          | [ 11 ]   |
| 洛杉磯時報      | [ 39 ]   |
| 新音樂快遞      | [ 40 ]   |
| 現代雜誌        | [ 41 ]   |
| 滾石            | [ 42 ]   |
| 偏鋒雜誌        | [ 9 ]    |

《諾曼去你的洛克威爾》在發行時獲得多項正面評價。在《偏鋒雜誌》的正面評論中，Sal Cinquemani將專輯描述為「相互傾注的迷幻搖滾和鋼琴哀歌的，令人陶醉的合輯。專輯中不常在歌曲間變換節奏，就像對陷入混亂的世界的精神影響的一次坦率批評。」 同樣作為正面評論，《獨立報》的寫道：「專輯既悶熱又使人昏昏欲睡，它存在於早期德瑞極簡的神遊舞曲風格及德芮翻玩多年的骯髒的沙漠搖滾之間，」並以「這是德芮最有自信的一刻」做結論。 在網站Stereogum提早發布的評論中，寫到專輯是「一張全新黑暗時代的美麗作品—對被我們破壞的世界的一次多情的回顧。」並稱專輯是「預知未來的瑜珈音樂。」

## 曲目列表
| 曲序     | 曲目 | 词曲 | 製作人                                            | 时长    |
| -------- | --- | --- | ------------------------------------------------- | ------- |
| 1.       | 諾曼去你的洛克威爾 Norman Fucking Rockwell                                                                                    | 拉娜·德芮 傑克·安東諾夫 | 安東諾夫 德芮                                     | 4:08    |
| 2.       | 水手公寓大廈 Mariners Apartment Complex                                                                                       | |                                                   | 4:06    |
| 3.       | 威尼斯婊子 Venice Bitch | |                                                   | 9:38    |
| 4.       | 去他的，我愛你 Fuck It, I Love You                                                                                            | |                                                   | 3:38    |
| 5.       | 服刑時光 Doin' Time | 布拉德利·詹姆士·諾威爾 （ 英语 ： Bradley Nowell） 里克·魯賓 （ 英语 ： Rick Rubin） 亞當·霍羅維茨 （ 英语 ： Adam Keefe Horovitz） 亞當·納撒尼爾·約赫 馬歇爾·雷蒙德·古德曼 （ 英语 ： Marshall Goodman） 蓋希文 杜博斯·海沃德 朵洛西·海沃德 （ 英语 ： Dorothy Heyward） 喬治·蓋希文 | 安德魯·瓦特 （ 英语 ： Andrew Watt (musician)） Happy Perez             | 3:17    |
| 6.       | 情歌 Love Song | 德芮 安東諾夫 | 安東諾夫 德芮                                     | 3:49    |
| 7.       | 肉桂女孩 Cinnamon Girl | |                                                   | 5:00    |
| 8.       | 如何消失無蹤 How to Disappear                                                                                                 | |                                                   | 3:48    |
| 9.       | 加州 California | 德芮 扎克里·杜維斯 （ 英语 ： Zach Dawes） | 杜維斯 安東諾夫 德芮                              | 5:05    |
| 10.      | 下一張美國最佳唱片 The Next Best American Record                                                                              | 德芮 瑞克·諾威爾斯 （ 英语 ： Rick Nowels） | 諾威爾斯 Kieron Menzies Dean Reid Mighty Mike [a] | 5:49    |
| 11.      | 最偉大 The Greatest | 德芮 安東諾夫 | 安東諾夫 德芮                                     | 5:00    |
| 12.      | 調酒師 Bartender | 德芮 諾威爾斯 |                                                   | 4:23    |
| 13.      | 喜悅是隻蝴蝶 Happiness Is a Butterfly                                                                                         | 德芮 安東諾夫 諾威爾斯 | 安東諾夫 德芮 諾威爾斯 [a]                        | 4:32    |
| 14.      | 對我這樣的女人來說，懷抱希望是個危險的念頭–但我仍懷抱著 Hope Is a Dangerous Thing for a Woman Like Me to Have – but I Have It | 德芮 安東諾夫 | 安東諾夫 德芮                                     | 5:24    |
| 总时长： | 总时长： | 总时长： | 总时长：                                          | 1:07:38 |

備註
- ^[a]  瞟視為額外的製作人
- 所有曲目都以句子形式進行了風格化，除了《肉桂女孩》和《下一張美國最佳唱片》為標題形式，而《對我這樣的女人來說，懷抱希望是個危險的念頭–但我仍懷抱著》為全小寫。[44]

## 製作團隊
| 技術性 - Laura Sisk – 錄製工程 (1–4, 6–9, 11, 13, 14)、混音 (1–4, 6–9, 11, 13, 14) - 傑克·安東諾夫 – 錄製工程 (1–4, 6–9, 11, 13, 14)、混音 (1–4, 6–9, 11, 13, 14) - Paul Lamalfa – 錄製工程 (5)、混音 (5) - 約翰·康頓 – 錄製工程 (9) - Dean Reid – 錄製工程 (9, 10)、混音 (10, 12) - Kieron Menzies – 錄製工程 (9, 10, 12)、混音 (10, 12) - Trevor Yasuda – 錄製工程 (10, 12) - 安德魯·瓦特 – 混音 (5) - Jon Sher – 錄製工程協助 (1–4, 6–9, 11, 13) - Derrick Stockwell – 錄製工程協助 (3) - Greg Eliason – 錄製工程協助 (3) - Ben Fletcher – 錄製工程協助 (4) - Billy Cumella – 錄製工程協助 (4) - John Rooney – 錄製工程協助 (4) - Tate McDowell – 錄製工程協助 (8, 11) - John Rooney – 錄製工程協助 (9) - Nicolas Jodoin – 錄製工程協助 (9) - Travis Pavur – 錄製工程協助 (9) - John Christopher Fee – 錄製工程協助 (10) - Chris Rockwell – 錄製工程協助 (10) - Serban Ghenea – 混音 (2) - John Hanes – 混音工程 (2) - 克里斯·蓋林格 – 母帶 (1–4, 6–14) - Will Quinnell – 母帶工程協助 (1–4, 6–9, 11, 13, 14) - Dave Kutch – 母帶 (5) | 音樂性 - 拉娜·德芮 – 聲樂 - Jack Antonoff – 鍵盤 (1–4, 6–8, 11, 13)、鋼琴 (1–4, 6–8, 11, 13, 14)、鼓 (2–4, 8, 11), 編程 (2–4, 6–8, 11, 13)、原聲吉他 (2–4, 8, 11)、電吉他 (2–4, 6–8, 11, 13)、合成器 (3)、打擊樂器 (8)、電顫琴 (8) - Evan Smith – 薩克斯風 (1, 11)、長笛 (11) - Phillip Peterson – 上低音號 (1)、大提琴 (1, 6, 11)、柔音號 (1) - Victoria Parker – 小提琴 (1, 6, 11) - Laura Sisk – 編程協助 (2) - Mikey Freedom Hart – 鍵盤 (4)、美樂特朗、鋼琴 (9)、鼓 (10), 編程 (10) - Andrew Watt –器樂 (5), 編程 (5)、吉他 (5) - Eric Wilson – 貝斯吉他 (5) - Josh Freese – 鼓 (5) - Bud Gaugh – 鼓 (5) - Gale Levant – 豎琴 (5) - 扎克里·杜維斯 – 鋼琴 (9) - 洛倫·韓佛瑞 – 鼓 (9) - Darren Weiss – 鼓 (9) - Mike Riddleberger – 鼓 (9) - Sean Hutchinson – 鼓 (9) - 埃文·威斯 – 吉他 (9) - Benji Lysaght – 吉他 (9) - 泰勒·帕克佛德 – 哈蒙德B3 (9) - Dean Reid – 貝斯吉他 (9), 鍵盤 (10)、吉他 (10), FX (10), 編程 (10) - Kieron Menzies – 美樂特朗 (9)、鼓 (10), FX (10), 編程 (10) - 瑞克·諾威爾斯 – 鍵盤 (10)、原聲吉他 (10)、鋼琴 (12) - Zac Rae – 鍵盤 (10) - David Levita – 吉他 (10) |